# Trevor St. John
Trevor Marshall St. John, est un acteur américain né le 3 septembre 1971 à Spokane.

## Filmographie

### Cinéma
- 1995 : Fièvre à Columbus University : James
- 1995 : USS Alabama : le lanceur
- 1995 : Nothing Man : Eddie
- 1996 : Bio-Dome de Jason Bloom : Parker
- 1997 : Back in Business : Preston
- 1997 : Dogtown : Phillip Van Horn
- 1999 : Payback : Johnny Bronson
- 2000 : The King's Guard : Capitaine John Reynolds
- 2007 : La Vengeance dans la peau : le responsable de l'équipe tactique
- 2007 : Le Royaume : Earl Ripon
- 2008 : The Art of Getting Over It : Cameron Clothier
- 2010 : My Soul to Take : Lake
- 2011 : In the Family : Cody Hines
- 2013 : Dark Skies : Alex Holcombe
- 2013 : Tarzan : William Clayton
- 2015 : Les Secrets des autres : John Ryrie

### Télévision

#### Séries télévisées
- 1995 : Arabesque (saison 11, épisode 19) : Colin Forbes
- 1995 : SeaQuest, police des mers (saison 3, épisode 6) : Martin
- 1999-2000 : Nash Bridges (saison 5, épisodes 10 & 12) : Jason
- 2000 : Pacific Blue (saison 5, épisode 16)
- 2000 : The Beach Boys: An American Family (en) (mini-série, épisode 1) : Jan Barry
- 2002 : Voilà ! (saison 6, épisode 16) : Cameron
- 2003-2013 : On ne vit qu'une fois (201 épisodes) : Todd Manning et Victor Lord Jr.
- 2006 : La Star de la famille (saison 3, épisode 13) : Kiley
- 2007 : Dirty Sexy Money (saison 1, épisode 1) : Devil George
- 2012-2013 : The Client List (épisodes 1x06, 1x10 & 2x01) : Nathan
- 2013 : Vampire Diaries (saison 5, épisode 9) : Dr Whitmore
- 2014 : Mentalist (saison 6, épisode 16) : John Hennigan
- 2014-2015 : Youthful Daze (17 épisodes) : Matt
- 2015 : Les Experts : Cyber (saison 1, épisode 3) : Derrick Wilson
- 2016 : Alerte Contagion (13 épisodes) : Leo Green
- 2017 : The Fosters (saison 4, épisodes 14 & 19) : La thérapeute de Mariana
- 2019-2020 : Roswell, New Mexico (26 épisodes) : Jesse Manes
- 2022-2024 : Les Feux de l'amour (237 épisodes) : Tucker McCall

#### Téléfilms
- 1995 : Portrait dans la nuit (Sketch Artist II: Hands That See) de Jack Sholder : l'homme au lycée
- 1995 : Les Galons du silence (Serving in Silence: The Margarethe Cammermeyer Story) de Jeff Bleckner : David
- 2012 : Intercept de Kevin Hooks : l'inconnu
- 2013 : Finding Normal de Brian Herzlinger : Lucas Craig
- 2013 : Rendez-moi ma fille (A Mother's Rage) de Oren Kaplan : Détective Roan
- 2017 : Une mère malveillante (Wicked Mom's Club) de Lane Shefter Bishop : Ellis
- 2018 : Meurtres sous surveillance (Neighborhood Watch) de Jake Helgren : James Porter
- 2018 : Plus jamais victime! (Her Worst Nightmare) de Damián Romay : Professeur Campbell
- 2018 : Un voisin qui vous veut du mal (The Neighborhood Watch) de Sam Irvin : Mike